# Giraffa priscilla
Giraffa priscilla — викопний вид міоценових жирафів, що жив на індійському субконтиненті. У 2014 році в Пакистані були описані нові викопні останки.